# Clinophaena indica
Clinophaena indica är en tvåvingeart som först beskrevs av Mani 1934.  Clinophaena indica ingår i släktet Clinophaena och familjen gallmyggor. Inga underarter finns listade i Catalogue of Life.